# Чухлома
Чухлома (на руски: Чухлома) е град в Русия, административен център на Чухломски район, Костромска област. Населението на града към 1 януари 2018 е 5015 души.